# Shigeo Nagashima

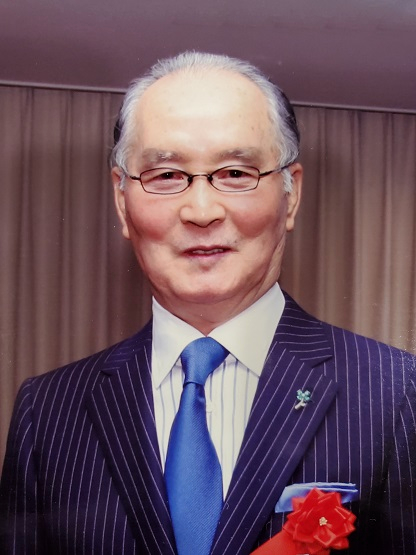
Shigeo Nagashima (undatiert)

Shigeo Nagashima (japanisch 長嶋 茂雄 Nagashima Shigeo; geboren 20. Februar 1936 in Sakura, Präfektur Chiba; † 3. Juni 2025 in Tokio) war ein japanischer Baseballspieler und -manager.

## Leben und Wirken
Shigeo Nagashima machte 1954 seinen Schulabschluss an einer Oberschule in Sakura und begann 1954 ein Studium an der Rikkyō-Universität. Dort wurde er vom Trainer Sunaoshi Kuninobu (砂押 邦信; 1922–2010) nach hartem Training zu einem hervorragenden Spieler an der dritten Basis geformt. Während seines Studiums erzielte er mit 8 „Home Runs“ in der „Liga der sechs Hochschulen Tokios“ einen lange bestehenden Rekord. 
1958 begann Nagashima seine Laufbahn als professioneller Baseball-Spieler bei den „Yomiuri Giants“ (読売巨人) in Tokio. Im folgenden Jahr gelang ihm bei einem Spiel in Gegenwart des Shōwa-Tennō im letzten Inning ein „Sayonara home run“, dem noch viele weitere bemerkenswerte Leistungen folgten. Im Oktober 1974 erklärte er dann seinen Rücktritt als aktiver Spieler.
Nagashima wurde „König der Neuen Spieler“ (新人王, Shinjin Ō), war fünfmal MVP („Most valuable player“) und kam 17 Mal in die Auswahl „Beste Mannschaft“ der Saison. Er war zweimal „Bester Spieler“ in der Serie, die zwischen den beiden Baseball-Ligen in Japan ausgetragen wird. Elfmal übertraf er die Hit-Marke von 30 %. Zusammen mit Sadaharu Oh hießen die beiden die „ON-Kanonen“ (ON砲). Er bescherte seinem Verein eine Serie von neuen aufeinanderfolgenden Liga-Meistergewinnen.
1975 übernahm Nagashima die Trainerposition und gewann 1976 und 1977 in der Liga die Meisterschaft. 1980 war das Ergebnis aber so schlecht, dass er die Trainerposition aufgab. Man hoffte auf Nagashimas Rückkehr ins Trainergeschäft und zwar innerhalb und außerhalb des Teams. Es ging darum, die Popularität des stagnierenden professionellen Baseballs wiederzubeleben und die Stellung des Teams ganz oben in der Tabelle zurückzugewinnen.
Schließlich übernahm Nagashima 1993 wieder das Traineramt und erzielte von Neuem Erfolge, bis er 2001 endgültig das Amt aufgab. Seine Rückennummer als Spieler, die „3“, wurde nicht wieder vergeben. Als Trainer trug er als Rückennummer zunächst die „90“, dann die „33“. 2002 wurde er als Vertreter des japanischen Baseball bei den Olympischen Spielen 2004 in Athen bestimmt, konnte dann aber wegen eines Hirninfarkts 2004 nicht daran teilnehmen. An seiner Stelle nahm Giants-Spieler Kiyoshi Nakahata (中畑 清, * 1954) als Leiter des Teams teil.
Nagashima war nach dem Zweiten Weltkrieg der große Star der japanischen Baseball-Welt. Sein Titel „Mister Professional Baseball“ wurde zu „Misutā“, was man mit Bezug auf seine Rückennummer als „3-Stern“ lesen kann. 2005 wurde er als Person mit besonderen kulturellen Verdiensten geehrt und 2021 vom Tennō mit dem Kulturorden ausgezeichnet.

## Einzelnachweis
1. ↑  Shigeo Nagashima, ‘Mr. Baseball’ of Postwar Japan, Dies at 89. In: nytimes.com. 3. Juni 2025, abgerufen am 3. Juni 2025 (englisch).

| Personendaten    | Personendaten                                                           |
| ---------------- | ----------------------------------------------------------------------- |
| NAME             | Nagashima, Shigeo                                                       |
| ALTERNATIVNAMEN  | 長嶋 茂雄 (japanisch); Familienname bei gleicher Lesung eigentlich 長島 |
| KURZBESCHREIBUNG | japanischer Baseball-Spieler und Manager                                |
| GEBURTSDATUM     | 20. Februar 1936                                                        |
| GEBURTSORT       | Sakura, Präfektur Chiba                                                 |
| STERBEDATUM      | 3. Juni 2025                                                            |
| STERBEORT        | Tokio                                                                   |